# André Willms
Pour les articles homonymes, voir Willms.
André Willms est un rameur allemand né le 18 septembre 1972 à Magdebourg.

## Biographie
André Willms participe à l'épreuve de quatre de couple lors de quatre Jeux olympiques d'été.
Avec Michael Steinbach, Andreas Hajek et Stephan Volkert aux Jeux olympiques d'été de 1992 à Barcelone, et avec André Steiner, Andreas Hajek et Stephan Volkert aux Jeux olympiques d'été de 1996 à Atlanta, il est sacré champion olympique.
Présent dans l'équipe où figurent Marco Geisler, Andreas Hajek et Stephan Volkert aux Jeux olympiques d'été de 2000 à Sydney, il remporte la médaille de bronze. Enfin, il se classe cinquième  aux Jeux olympiques d'été de 2004 à Athènes.